# Patrick Cobbs
Patrick Cobbs (Shawnee, 31 gennaio 1983) è un allenatore di football americano ed ex giocatore di football americano statunitense di ruolo running back.

## Carriera universitaria
Ha giocato con i North Texas Mean Green squadra rappresentativa dell'università del North Texas.

## New England Patriots
Al draft NFL 2006 non è stato selezionato ma poi è stato preso dai Patriots dai rookie non selezionati il 15 maggio 2006. È stato ceduto ai Pittsburgh Steelers il 1º settembre.

## Pittsburgh Steelers
Dopo aver saltato la prima partita della stagione regolare il giorno successivo non è stato trattenuto diventando libero tra gli svincolati.

## Miami Dolphins
Firma con i Dolphins e dopo esser partito dalla squadra di allenamento viene promosso in prima squadra. Ha debuttato nella NFL il 3 dicembre 2006 contro i Jacksonville Jaguars indossando la maglia numero 38.
Prima della stagione 2009 riesce a trovare pochi spazi visto che parte sempre come riserva. Nella 5ª settimana del 2009 contro i New York Jets si infortuna al legamento del ginocchio saltando il resto della stagione regolare.

## Statistiche nella stagione regolare
Legenda: PG=Partite giocate PT=Partite da titolare C=Corse YC=Yard su corse TC=Touchdown su corse FC=Fumble su corse R=Ricezioni YR=Yard su ricezione TR=Touchdown su ricezione RF=Fumble su ricezione KR=kickoff ritornati YK=Yard su kick off TK=Touchdown su kick off FK=Fumble su kick off TT=Tackle T=Tackle TA=Tackle assistito FS=Fumble subiti FP=Fumble persi FR=Fumble recuperati.
| Stagione | Squadra             | PG | PT | C  | YC | TC | FC | R  | YR  | TR | RF | KR | YK  | TK | FK | TT | T  | TA | FS | FP | FR |
| -------- | ------------------- | -- | -- | -- | -- | -- | -- | -- | --- | -- | -- | -- | --- | -- | -- | -- | -- | -- | -- | -- | -- |
| 2006     | Pittsburgh Steelers | 0  | 0  | 0  | 0  | 0  | 0  | 0  | 0   | 0  | 0  | 0  | 0   | 0  | 0  | 0  | 0  | 0  | 0  | 0  | 0  |
| 2006     | Miami Dolphins      | 3  | 0  | 0  | 0  | 0  | 0  | 0  | 0   | 0  | 0  | 0  | 0   | 0  | 0  | 0  | 0  | 0  | 0  | 0  | 0  |
| 2007     | Pittsburgh Steelers | 14 | 0  | 15 | 47 | 1  | 0  | 2  | 20  | 0  | 0  | 5  | 44  | 0  | 0  | 4  | 2  | 2  | 0  | 0  | 0  |
| 2008     | Pittsburgh Steelers | 16 | 2  | 12 | 88 | 1  | 0  | 19 | 275 | 2  | 0  | 8  | 189 | 0  | 0  | 16 | 13 | 3  | 0  | 0  | 0  |
| 2009     | Pittsburgh Steelers | 5  | 0  | 6  | 36 | 0  | 0  | 3  | 23  | 0  | 0  | 16 | 361 | 0  | 0  | 1  | 1  | 0  | 0  | 0  | 0  |
| 2010     | Pittsburgh Steelers | 16 | 1  | 4  | 0  | 0  | 0  | 8  | 91  | 2  | 0  | 22 | 431 | 0  | 1  | 7  | 7  | 0  | 1  | 0  | 0  |

- (EN)  La sua scheda su NFL.com.

## Record personali in una stagione
Legenda: YC=Yard su corse TC=Touchdown su corse YR=Yard su ricezione TR=Touchdown su ricezione.
| YC       | TC            | YR        | TR            |
| -------- | ------------- | --------- | ------------- |
| 88 ('08) | 1 ('07 e '08) | 275 ('08) | 2 ('08 e '10) |

## Vittorie e premi
Nessuno.